# Републикански път III-3504
Републикански път IIІ-3504 е третокласен път, част от Републиканската пътна мрежа на България, преминаващ изцяло по територията на Ловешка област. Дължината му е 30,8 km.
Пътят се отклонява надясно при 41,5 km на Републикански път II-35 в западната част на град Ловеч, пременава през квартал „Гозница“ и се насочва на запад през Ловчанските височини. При село Радювене слиза в долина на Катунецка река (десен приток на Каменица от басейна на Вит) и продължава на северозапад по течението ѝ. След разклона за село Катунец пътят напуска долината на реката, минава през село Орляне, преодолява централните части на Угърчинските височини и в северната част на град Угърчин слиза в долината на река Каменица, където се свързва с Републикански път III-307 при неговия 28,1 km.
| Пътища, отклоняващи се надясно (населено място, № на пътя, посока на пътя) | km   | Пътища, отклоняващи се наляво (посока на пътя, № на пътя, населено място) |
| -------------------------------------------------------------------------- | ---- | ------------------------------------------------------------------------- |
| Община Ловеч, II-35, 41,5 km, гр. Ловеч →                                  | 0,0  | → гр. Ловеч, 41,5 km, II-35, Община Ловеч                                 |
| с. Радювене                                                                | 9,5  | с. Радювене                                                               |
| (от 97,4 km на I-3) III-3005, 44,9 km →                                    | 15,0 |                                                                           |
| Община Угърчин                                                             | 16,3 | Община Угърчин                                                            |
| с. Орляне                                                                  | 18,8 | с. Орляне                                                                 |
| (за с. Каленик) общински път ←                                             | 20,3 |                                                                           |
| (за с. Драгана) общински път ←                                             | 22,5 |                                                                           |
| (от гр. Луковит) III-307, 28,1 km, гр. Угърчин →                           | 30,8 | → гр. Угърчин, 28,1 km, III-307 (до 1,8 km на III-401)                    |